# Slavonski Kobaš
Slavonski Kobaš (1931-ig Kobaš) falu Horvátországban, Bród-Szávamente megyében. Közigazgatásilag Oriovachoz tartozik.

## Fekvése
Bródtól légvonalban 21, közúton 30 km-re nyugatra, Pozsegától légvonalban 25, közúton 35 km-re délre, községközpontjától 6 km-re délre, Szlavónia középső részén, a Száva bal partján, az Orljava torkolatánál fekszik.

## Története
A régészeti leletek tanúsága szerint a település területe már a történelem előtti időkben is lakott volt. Ezt igazolják a „Kremenica” és „Brežani” történelem előtti lelőhely, illetve a „Selišta” lelőhelyen található őskori temető maradványai. Az ókorban erre vezetett az a római út, melynek maradványai a „Rimska cesta” lelőhelyen találhatók.
A település nevét valószínűleg révészeiről kapta, akiket a középkorban kobinak neveztek. Itt ugyanis egykor fontos átkelőhely volt a Száván Jajca irányába. Az itteni révátkelő élénk kereskedelmi és utasforgalmat bonyolított le a folyó boszniai oldalával. A 14. században az Orljava torkolata közelében feküdt a latin nyelvű oklevelekben „Forum Geleti”ként említett település vásáros hely volt, mely nevét az itt birtokos Giletics családról kapta. A családnak nagy birtoka volt Pozsega megyében, melynek határa délen egészen a Száváig nyúlott le. A falut valószínűleg a család egyik tagja alapította az ide települt kézművesek és kereskedők számára. Az 1332 és 1335 között készített pápai tizedjegyzékben már említik plébániáját.
1470-től az oklevelekben már Kobas a neve. 1470-ben „Kopas possessio” néven a Beriszlói család birtoka volt. Nem zárható ki azonban, hogy Geleti és Kobas kezdetben még egyidejűleg létező, két szomszédos település volt, eltérő birtokosokkal. Ez esetben Kobas volt a fiatalabb település, melynek ekkor még sem temploma, sem piaca nem volt. Úgy tűnik, hogy a Beriszlóiak a 16. század elején Geletit is megszerezték és a két település ekkor olvadt össze Kobas néven. A település horvát neve 1503-ban jelenik meg, amikor a boszniai ferences atyák a Száván átkelve a ma Kloštarnak nevezett helyen felépítették a Boldogságos Szűz tiszteletére szentelt templomukat és kolostorukat. Az építésről szóló feljegyzésben megemlítik, hogy a Száva átkelőjének biztosítására a közelben vár is állt. A ferencesek csak alig harminc évig, 1532-ig tartózkodhattak itt, amikor a török fenyegetés elől északra kellett menekülniük. A török az elhagyott épületeket lerombolta, de ennek ellenére a környék hívei ezután még sokáig összegyűltek a romoknál. A Orljava és a Száva összefolyásától keletre mintegy 3 km hosszan elnyúló nagy mezőt az egykori kolostor emlékére ma is Kloštarnak nevezik.
Kobast a török 1535-ben szállta meg végleg, majd átellenben, a Száva jobb partján Bosanski Kobašon új közigazgatási központot, ún. kadilukot alapított, melyhez a mai Slavonski Kobaš település területe is hozzá tartozott. Ezt 1540-ben említi először írásos forrás, 1554-ben pedig már Banja Luka is hozzá tartozott. Úgy tűnik, hogy a 16. század második felében a kadiluk székhelyét Banja Lukára helyezték át, mert a kobasi kadilukot 1587-től már nem említik. A 16. század közepén Kobas a Szencsei család egyik leszármazottja, Szvetakovics bég birtoka volt. 1607-ben katolikus lakossága fellázadt az elnyomó török hatalom ellen, de a lázadást a törökök gyorsan leverték, a vezetőket pedig Diakóváron kivégezték. 1626-ban a török összeírás szerint 200 ház állt a településen. A térség 1691-ben szabadult fel a török uralom alól. A karlócai béke után a török a kezén maradt Bosanski Kobašt megerősítette. A császárinak ezzel átellenben mai Slavonski Kobaš területén állt az erődjük, melyben állandó őrséget tartottak. Az 1698-as kamarai összeírás a települést nem említi.
1730-ban az egyházi vizitáció megemlíti az itteni plébániát és a kolostort is. Plébánosa Bartol Ivanović volt, aki a szomszédos Novoseljén is szolgált. Megemlíti az itteni erődöt is, mely egy kapitány irányítása alatt állt. A településnek ekkor már 100 katolikus és ugyanennyi pravoszláv háza volt. Szent János tiszteletére szentelt temploma fából épült. Oltárai Szent János, Szűz Mária, valamint Szent Péter és Pál apostolok tiszteletére voltak szentelve rajtuk a szentek képeivel. A településen kívül negyed óra járásra állt a Szent Rókus kápolna, fél óra járásra pedig a középkori Boldogságos Szűz plébániatemplom, melyből csak a szentély és a torony maradt meg. A templom körül temető volt, ahova a pravoszlávok is temetkeztek. Az 1746-os jelentésben említik, hogy a Keresztelő Szent János templom negyedik oltára a Csodatevő Szűzanya tiszteletére van szentelve. Kobasnak ekkor 135, Novoseljének 12 háza volt. 1760-ban 126 házban, 136 családban 813 katolikus fő lakott a településen. Az ekkor még különálló Novoseljén 12 házban, 19 családban 130 katolikus lakos élt.
Az első katonai felmérés térképén „Kobas” néven található. A gradiskai ezredhez tartozott. Lipszky János 1808-ban Budán kiadott repertóriumában „Kobass” néven szerepel. Nagy Lajos 1829-ben kiadott művében „Kobash” néven 321 házzal, 1249 katolikus és 452 ortodox vallású lakossal találjuk. A katonai közigazgatás megszüntetése után 1871-ben Pozsega vármegyéhez csatolták.
A településnek 1857-ben 1979, 1910-ben 2015 lakosa volt. Az 1910-es népszámlálás szerint lakosságának 78%-a horvát, 19%-a szerb anyanyelvű volt. Pozsega vármegye Bródi járásának része volt. Az első világháború után 1918-ban az új szerb-horvát-szlovén állam, majd később (1929-ben) Jugoszlávia része lett. A település 1991-től a független Horvátországhoz tartozik. 1991-ben lakosságának 82%-a horvát, 10%-a jugoszláv nemzetiségű volt. 2011-ben 1230 lakosa volt. A településen iskola, orvosi rendelő, állatorvos, közösségi ház működik.

## Lakossága
| Lakosság változása | Lakosság változása | Lakosság változása | Lakosság változása | Lakosság változása | Lakosság változása | Lakosság változása | Lakosság változása | Lakosság változása | Lakosság változása | Lakosság változása | Lakosság változása | Lakosság változása | Lakosság változása | Lakosság változása | Lakosság változása |
| ------------------ | ------------------ | ------------------ | ------------------ | ------------------ | ------------------ | ------------------ | ------------------ | ------------------ | ------------------ | ------------------ | ------------------ | ------------------ | ------------------ | ------------------ | ------------------ |
| 1857               | 1869               | 1880               | 1890               | 1900               | 1910               | 1921               | 1931               | 1948               | 1953               | 1961               | 1971               | 1981               | 1991               | 2001               | 2011               |
| 1.979              | 1.729              | 1.602              | 1.774              | 1.843              | 2.015              | 1.926              | 2.050              | 2.061              | 2.004              | 1.851              | 1.720              | 1.461              | 1.342              | 1.303              | 1.230              |

## Gazdaság
A helyi gazdaság alapja hagyományosan a mezőgazdaság, az állattartás és a halászat. A településen 7 kisvállalkozást, köztük baromfitenyésztőt és vágóhidat, kereskedéseket, fodrászatot és fafeldolgózó üzemet regisztráltak. Emellett 146 családi gazdaság működik, ami a község területén működő családi gazdaságok 42,20%-át teszi ki. A falutól északra egy 40 méter széles és 600 méter hosszú mezőgazdasági repülőtér található.

## Nevezetességei
Keresztelő Szent János tiszteletére szentelt római katolikus plébániatemplomát 1780-ban építették a régi fatemplom helyett. A plébániát 1600-ban alapították. A templom késő barokk-klasszicista épület, nyeregtetővel és barokk, laternás harangtoronnyal. Kerítéssel van körülvéve. A templomhajóhoz szűkebb, félköríves záródású szentély csatlakozik, melynek déli oldalán egy többemeletes sekrestye található. A homlokzati palástfalat íves ablaknyílások, és pilaszterek tagolják, gazdagon profilozott tetőpárkánnyal. A homlokzati attika közepén ovális ablak van, míg a harangtornyot a harangok magasságában a homlokzati palástfalhoz hasonló dekorációval díszítették. A hajó felett kettő, a szentély felett pedig egy boltszakasz található. A boltozatok csehsüveg alakúak, az apszis felett pedig félkupola található. A templom építőanyaga tégla és fa.
A temetőben álló Szűz Mária templom a középkori ferences plébániatemplom és kolostor maradványa. Az Orljava és a Száva találkozásánál található templom egy nagyobb gótikus, támpillérekkel rendelkező templom szentélyének maradványa, amely eredetileg valószínűleg egy ciszterci vagy ferences kolostor része volt. A nyugati homlokzat diadalíve, amely elé 1702-ben előcsarnokot építettek arra utal, hogy a templom oromzatos volt. A templom északi homlokzaton álló tégla tornyát piramis alakú toronysisak borítja. A többi homlokzatot lejtős fülkékben lévő ablakok tagolják. A gótikus időszakból egy csúcsíves szentségtartó és egy nemrég felfedezett szék maradt fenn. A templom ma temetőkápolnaként szolgál.
A Szent György vértanú tiszteletére szentelt pravoszláv templomot a második világháború idején az usztasák lerombolták. 1967-ben a helyiek újjáépítették. A délszláv háború idején aknákkal lerombolták.
Slavonski Kobaš területén több régészeti lelőhely található. Közülük „Kremenica” és „Brežani” Slavonski Kobaš-tól nyugatra, az Orljava és a Száva folyók összefolyása közelében, a helyi temető és a középkori Szűz Mária templom mellett található. A felfedezett anyag (kerámia, háztartási eszközök, agyagsúlyok és kőtárgyak) elemzése azt mutatta, hogy ez a sopoti kultúra település volt, amelynek lakói vadászattal, halászattal és mezőgazdasággal foglalkoztak. őskori települések, „Selišta” őskori temető, „Rimska cesta” pedig római út maradványa.
A településen található Zdravko Ćosić (1941-2006) akadémikus, festőművész szülőháza. Hagyományos lakóépület, amely mellett melléképületek találhatók. a 19. század második felében épült a festő műterme, egy fa istálló és raktár. A homlokzat a historizmus szellemében épült, négy alaknyílással és lizénákkal tagolva.

## Kultúra
A kulturális élet fő szervezője a „Matija Gubec” kulturális és művészeti egyesület.

## Oktatás
A településen az oriovaci elemi iskola négy osztályos alsó tagozatos területi iskolája működik.

## Sport
- NK „Slavonac” labdarúgóklub
- KKK „Oriolik” kajak-kenu klub
- ŠRU „Pljoska” és ŠRU „Šaran” sporthorgászegyesületek.

## Egyesületek
- A település önkéntes tűzoltó egyesületét 1930-ban alapították.
- Az „Orljava” vadásztárság területe 5800 hektárra terjed ki, melyből 5273 hektár esik Oriovac község területére.